# 문학과사회
《문학과사회》는 대한민국의 계간 문예지이다. 출판사 문학과지성사에서 발행하는 문학전문지로, 《문학과지성》의 후신이다.

## 개요
계간 《문학과사회》는 1988년에 봄호를 발간하며 창간되었다. 이는 1970년 창간되어 1980년 신군부에 의해 강제 폐간된 《문학과지성》의 제호를 바꾸어 복간하는 형식이었다. 《문학과사회》의 편집과 출판사 문학과지성사의 편집 경영을 병행하는, 이른바 '편집동인' 시스템을 구축했던 전통을 이어받았다. 제1세대 편집동인이자 《문학과지성》의 창간 멤버였던 문학평론가 김현, 김병익, 김치수, 김주연 등에 이어 《문학과사회》는 정과리, 홍정선, 권오룡, 성민엽, 진형준 등이 제2세대 편집동인으로 활동했으며, 이광호, 우찬제, 박혜경, 최성실, 김태환, 김동식 등의 제3세대 편집동인을 거쳐, 2011년부터는 문학평론가 김형중, 강계숙, 이수형 등의 제4세대 편집동인들이 활동하고 있다.
초기에는 기존의 원고모집을 통해 미등단자들의 작품들을 추천하거나 소개하는 형식으로 신인들을 발굴해왔다. 그러나 2002년 봄호(통권 제57호)부터 신인문학상을 신설하여 신인들을 발굴하는데 힘써왔다. 《문학과사회》를 통하여 등단한 시인으로는 정남식·함성호·김태동·심재상·(故)김점용·차창룡·윤의섭·김중·엄원태·연왕모·이기성·이준규·이성미·진은영·하재연·최하연·박성준, 소설가로 최윤·채영주·박성원·김연경·백민석·서준환·김중혁·정이현·한유주·최제훈·한강, 문학평론가 이인화·김진수·최성실·이수형·허윤진·김대산 등이 있다.
창간사에서, ‘더욱 심해지는 정치적·정신적 폐쇄성을 타개하기 위하여, 그리고 현실적·지적 억압에 맞서기 위하여 우리의 출판 행위는 보다 개방적이며 체계적인 성격을 가져야 하며 새로운 문화 세대들을 키워내야 한다’고 밝히고 있다.